# Knowing Me, Knowing You
Pour l’article homonyme, voir Knowing Me Knowing You.
Singles de ABBA
That's Me
(1976) King Kong Song
(1977)
Knowing Me, Knowing You est un single, tube du groupe musique pop suédois ABBA. La chanson a été écrite par  Stig Anderson, Benny Andersson et Björn Ulvaeus. On la retrouve, entre autres, dans les albums Arrival et ABBA Gold. Elle est aussi présente dans la comédie musicale (et le film) Mamma Mia!.

## Histoire
Knowing Me, Knowing You a été enregistré en 1976 au Metronome Studio, à Stockholm et diffusé en février 1977 (France, avril 1977) , devenant un des plus grands single à succès du groupe. Sur la face B était enregistré Happy Hawaii, un remix d'une des autres chansons du groupe Abba, Why Did It Have to Be Me, mais avec de différents arrangements et paroles. Selon les dires du membre du groupe Benny Andersson, lors d'une interview en 2004, Knowing Me, Knowing You était un des meilleurs enregistrements de ABBA, avec Dancing Queen et The Winner Takes It All.

## Position dans lesCharts
| Chart (1977)                                       | Position |
| -------------------------------------------------- | -------- |
| Royaume-Uni - UK Singles Chart                     | 1        |
| Irlande - Irish Singles Chart                      | 1        |
| Allemagne - German Singles Chart                   | 1        |
| Mexique - Mexican Singles Chart                    | 1        |
| Autriche - Austrian Singles Chart                  | 2        |
| Belgique - Belgian VRT Top 30 Singles Chart        | 2        |
| Canada - Canadian Singles Chart                    | 2        |
| Pays-Bas - Dutch Top 40                            | 3        |
| Suisse - Swiss Singles Chart                       | 3        |
| Norvège - Norwegean VG-lista Singles Chart         | 6        |
| États-Unis - U.S. Billboard Adult Contemporary     | 7        |
| Nouvelle-Zélande - New Zeeland RIANZ Singles Chart | 8        |
| France - French IFOP Singles Chart                 | 4        |
| Australie - Australian Singles Chart               | 9        |
| États-Unis - U.S Billboard Hot 100                 | 14       |
| Finlande - Finnish Singles Chart                   | 16       |
| Espagne - Spanish Singles Chart                    | 17       |

## Reprises
Knowing Me, Knowing You a été reprise de façon très émouvante par le rockeur belge Arno.
En octobre 2020 le chanteur suisse Richard Gyver a sorti une reprise électro-pop de la chanson ainsi qu'un clip video très inspiré par le clip promotionnel original tourné par Lasse Hallström pour ABBA; des répliques des kimonos d'ABBA sont portées par des mannequins dans le clip.